# Sphaerosoma lederi
Sphaerosoma lederi is een keversoort uit de familie Alexiidae. De wetenschappelijke naam van de soort is voor het eerst geldig gepubliceerd in 1888 door Reitter.